# Hadena afghana
Hadena afghana là một loài bướm đêm trong họ Noctuidae.